# Capilla de la Enramada
La Capilla de Nuestra Señora de la Enramada  es una antigua capilla católica a la que se accede a través de la Torre de la Vela, en el Primer Recinto Fortificado de Melilla la Vieja, Melilla (España) y forma parte del Conjunto Histórico Artístico de la Ciudad de Melilla, un Bien de Interés Cultural.

## Historia
Fue construida sobre 1580 para oficiar a los fieles congregados fuera de ella mientras se construía la Iglesia de la Purísima Concepción.
En el siglo XVIII se le adosó la Torre de la Vela y la capilla fue dividida en dos por una piso de madera, fue ocultada en 1944 y en 1980.
En el 2011 se descubrió la capilla tras picar las paredes gracias a la intuición de Antonio Bravo Nieto, Cronista Oficial de Melilla.

## Descripción
Esta antigua capilla tiene forma cuadrada, con un arco de acceso lado sureste y huecos de altares en los lados restantes, y una bóveda de cañón, todo de cantería.